# 神鬼任務 (電影)
《神鬼任務》（英語：The Art of War）是一部2000年加拿大和美國合拍的動作間諜片，由克里斯·杜葛執導，韋恩·比奇（Wayne Beach）和賽門·貝瑞編寫劇本，衛斯里·史奈普、安妮·亞契、莫瑞·察金、麥可·賓恩和唐納·蘇德蘭主演。片名取自孫子的《孙子兵法》。講述聯合國密探目睹中國代表大使遇刺，在追查真兇的過程中，也使自己陷入一場陰謀之中，只好設法自保。
《神鬼任務》於2000年8月25日在美國上映。電影為《神鬼任務》系列電影的首作，隨後兩部為DVD首映續集《神鬼任務2》（2008年）和《神鬼任務3》（2009年）。

## 劇情
尼爾·蕭是聯合國秘密行動組的一名探員，他到香港潛入中國商業大亨陳大衛舉辦的中國新年派對，並暗中入侵北韓國防部長辦公室的筆記本電腦，並以挪用聯合國援助資金勒索他，以換取繼續與南韓談判。在被發現後不久，蕭奮力逃出派對，並在撤離過程中肩膀被槍打傷。
六個月後，中國與美國即將簽訂貿易協定，一個來自香港的死去的越南難民的貨櫃於當週出現在紐約碼頭，蕭的上司愛蓮娜·賀絲懷疑掛勾三合會的中國大使吳與該貨櫃有關聯，並指派蕭潛入陳的宴會、在吳身上植入竊聽器。在貿易協定宴會上，吳被槍殺，陳中槍，蕭獨自追捕蒙面槍手。在追捕過程中，蕭的同事勞勃·布萊被殺，蕭最後遭紐約警察局。在監獄移交過程中，聯邦調查局探員法蘭克·卡普拉的車輛遇襲，三合會成員抓獲了昏迷的蕭，將其陷害謀殺並予以處決。蕭恢復意識並從他們手中掙脫，之後發現另一名同事珍娜·諾瓦克被一名中國殺手殺害。蕭殺死了殺手，恢復了語音檔，並從諾瓦克的隱藏軍械庫中獲得了武器和裝備。蕭在閱讀一篇聲稱蕭無罪的新聞文章後，尋求該供詞人兼前女友茱莉亞·方的幫助。他在醫院設法將方從一名中國女殺手的伏擊中解救出來。
在方的幫助下，蕭找到了一家三合會持有的麵包店，充當紳士俱樂部的幌子，直到聯邦調查局介入搜查；蕭找上卡普拉勉強合作並檢索了陳在宴會上的影片，發現蕭早已預知槍手的到來。方將證據交給賀絲，而蕭則則在宴會所在的同一家酒店與陳對峙。陳在被蕭審問時被蒙面槍手擊斃，蕭再次追捕對方。最後發現蒙面槍手的真面目是布萊，對方還在先前的一場籃球比賽中設計讓蕭受傷並使他被植入追蹤器。賀絲審查了證據，發現她和陳是陰謀背後的策劃者。
蕭最終弄清楚了賀絲在陰謀背後的角色，並用他的發現接近了卡普拉。蕭自行取出肩膀上的追蹤器，並使用卡普拉的名片向三合會提出了一項交易。蕭闖入聯合國大樓，與布萊展開槍戰和肉搏，後者被碎玻璃板的碎片貫穿頸部而亡。第二天，蕭致電給坐在轎車上的賀絲，確認了陳的死亡正是賀絲的安排；掛上電話後賀絲隨即被偽裝成司機的三合會成員槍殺。蕭與卡普拉合作在大街上偽造了一場假死，之後在法國與方重聚，但被一名亞裔間諜監視著。

## 演員
- 衛斯里·史奈普飾演SAD探員尼爾·蕭（SAD Agent Neil Shaw）
- 安妮·亞契飾演愛蓮娜·賀絲（Eleanor Hooks）
- 莫瑞·察金（英语：Maury Chaykin）飾演FBI探員法蘭克·卡普拉（FBI Agent Frank Capella）
- 茉麗松子（英语：Marie Matiko）飾演茱莉亞·方（Julia Fang）
- 田川洋行飾演陳大衛（David Chan）
- 麥可·賓恩飾演SAD探員勞勃·布萊（SAD Agent Robert Bly）
- 莉娜·柯莫蘿絲卡（英语：Liliana Komorowska）飾演SAD探員珍娜·諾瓦克（SAD Agent Jenna Novak）
- 唐納·蘇德蘭飾演聯合國秘書長道格拉斯·湯瑪士（UN Secretary-General Douglas Thomas）
- 吳漢章飾演吳大使（Ambassador Wu）
- 罗恩·袁飾演明（Ming）
- 陳英明（英语：Glen Chin）飾演國防部長玉園將軍（Defense Minister General Ochai）
- 錢佛南（英语：Fernando Chien）飾演曾子（Zeng Zi）
- 艾琳·塞爾比（英语：Erin Selby）飾演記者

李連杰最初是史奈普角色的飾演人選。

## 反響

### 票房
美國首映週末獲得了1041萬美元的票房，位居當週票房亞軍，排在《魅力四射》之後。《神鬼任務》的全球總票房為4040萬美元，未能收回其6000萬美元的預算。

### 評價
《神鬼任務》在影評界普遍取得負面的評價。在評論匯總媒體爛番茄上根據80條評論，電影新鮮度僅16%，平均評分為3.9／10；該網站共識：「《神鬼任務》過於聒噪且過度依賴類型片的陳詞濫調，將其明星的魅力浪費在荒謬、錯綜複雜的情節和剪輯不當的動作編排。」Metacritic網站根據23位影評人而獲得30分（滿分100），象徵「評價不佳」。
《綜藝》的伊曼紐爾·李維在評論中寫道：「尤其是在聯合國大樓長長的走廊裡，雖然有一些得以吸引人的組合，但《神鬼任務》最終成品遠低於其各種元素的總和。」《紐約時報》的史蒂芬·霍爾登稱電影為「可笑、難以理解且令人頭疼」。

## 續集
衛斯里·史奈普在2008年的DVD首映續集《神鬼任務2》中回歸演出尼爾·蕭。第二部續集《神鬼任務3》於2009年推出，改由安東尼·「戰壕」·克里斯飾演尼爾·蕭，沒有任何前兩集的演員回歸。

## 外部連結
- 官方网站
- 互联网电影数据库（IMDb）上《神鬼任務》的资料（英文）
- Box Office Mojo上《神鬼任務》的資料（英文）